# Lilo Grahn
Lilo Grahn (* 21. Februar 1943 in Waltershausen; † 14. März 2007 in Berlin) war eine deutsche Schauspielerin und Synchronsprecherin.

## Leben und Karriere
Nach Kindheit und Schulzeit in Friedrichroda absolvierte Grahn von 1961 bis 1964 ein Schauspielstudium an der Staatlichen Hochschule in Potsdam-Babelsberg, ehe sie in Schwerin als Theaterschauspielerin debütierte. Nach einer mehrjährigen Bühnentätigkeit in Wittenberg wurde sie freischaffende Schauspielerin.
Bekanntheit erlangte sie vor allem 1967 für ihre Darstellung des Siedlermädchen Judith Hutter in Groschopps DEFA-Indianerfilm Chingachgook, die große Schlange nach James Fenimore Cooper. Zu ihren weiteren Filmen zählen u. a. die Stanislaw-Lem-Verfilmung Der getreue Roboter, die Historienkomödie Hauptmann Florian von der Mühle (mit Manfred Krug), das Drama Januskopf (mit Armin Mueller-Stahl) sowie mehrere Filme der Krimireihe Polizeiruf 110.

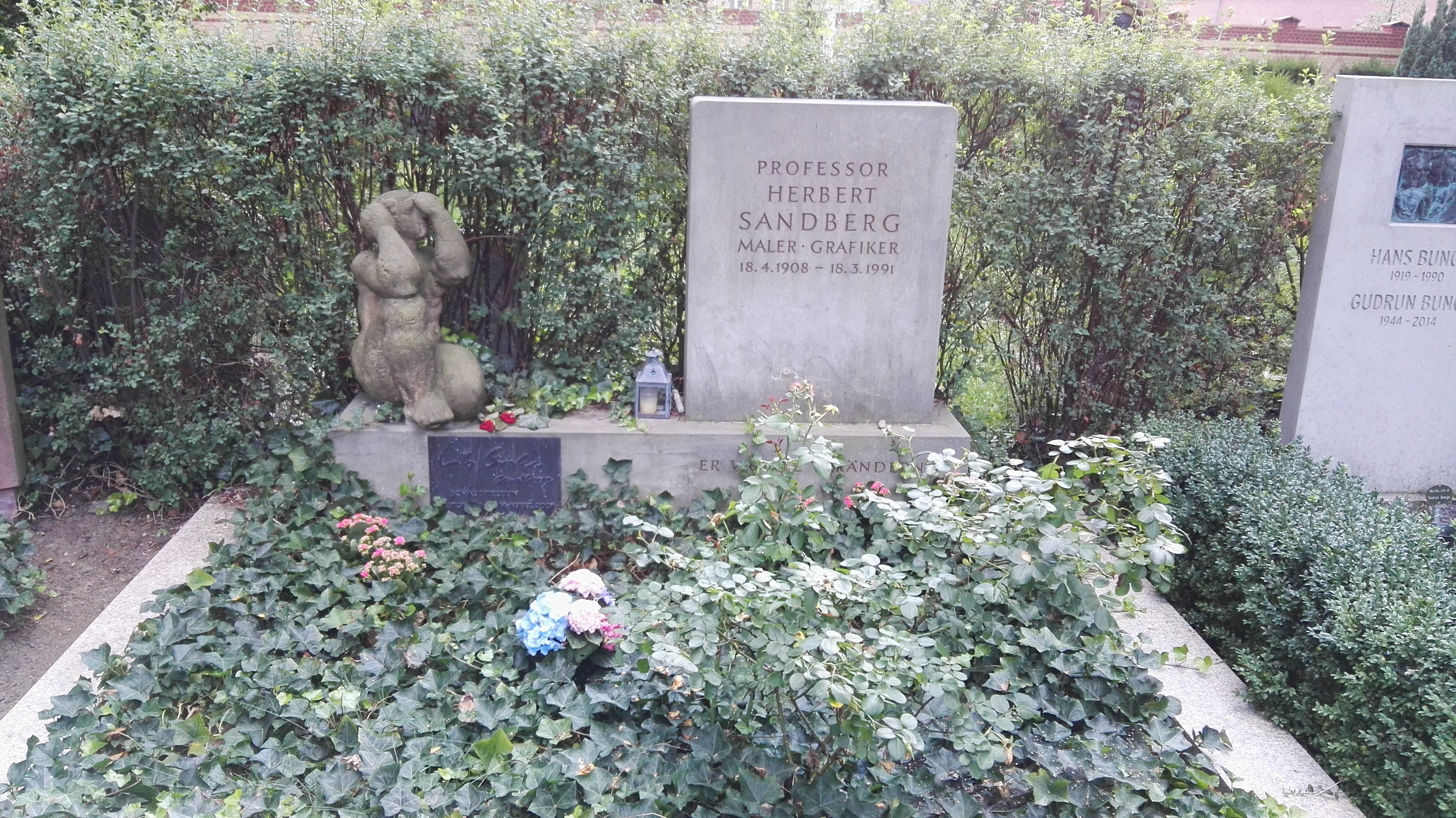
Grabstätte

Daneben arbeitete Lilo Grahn auch als Synchronsprecherin und lieh ihre Stimme u. a. Jana Štěpánková in der Fernsehserie Das Krankenhaus am Rande der Stadt, Joyce Blair im Mehrteiler Die letzten Tage vom Pompeji und Delores Hall in deren Seriendauerrolle in Diagnose: Mord. Außerdem wirkte sie bei zahlreichen Hörspielen mit, u. a. Der Mantel (1976) und Der verschollene Krieger (1974).
Lilo Grahn war seit 1981 in dritter Ehe mit dem Grafiker Herbert Sandberg verheiratet. Sie ist auf dem Friedhof der Dorotheenstädtischen und Friedrichswerderschen Gemeinden in Berlin-Mitte neben Herbert Sandberg bestattet.

## Filmografie (Auswahl)
- 1964: Mir nach, Canaillen! als Bauernmädchen
- 1964: Engel, Sünden und Verkehr (Stacheltier-Kurzfilm)
- 1965: Arabische Nächte (unveröffentlichter Fernsehfilm)
- 1966: Zeugen (Fernsehspiel) als Mrs. Mercer
- 1967: Chingachgook, die große Schlange als Judith Hutter
- 1967: Geheimkommando Ciupaga (Fernsehfilm) als Joanna
- 1967: Hochzeitsnacht im Regen als Sekretärin
- 1967: Geheimcode B/13 (Fernseh-Vierteiler) als Chefsekretärin
- 1968: Hauptmann Florian von der Mühle als Resi
- 1968: Mord am Montag als Gitte Moosbauer
- 1969: Wie heiratet man einen König? als Heide
- 1971: Januskopf als Hebamme
- 1971: Dornröschen (1971) als Edelfrau
- 1971: Husaren in Berlin als Frau Splitgerber
- 1976: Polizeiruf 110: Vorurteil? (Fernsehreihe) als Gerda Fenner
- 1977: Der Hasenhüter (Fernsehfilm) als 2. Hofdame
- 1977: Der getreue Roboter (Fernsehfilm)
- 1978: Polizeiruf 110: In Maske und Kostüm (Fernsehreihe) als Sybille
- 1980: Grenadier Wordelmann als Dritte Plörösenmieze
- 1981: Die Erbschaft (Fernsehfilm) als Madame Torchebeuf
- 1984: Schauspielereien (2 Episoden)

## Hörspiele
- 1968: Emmanuel Roblès: Männerarbeit – Regie: Edgar Kaufmann (Hörspiel – Rundfunk der DDR)
- 1974: Giorgio Bandini: Der verschollene Krieger (Frau im Zug) – Regie: Peter Groeger (Hörspiel – Rundfunk der DDR)
- 1974: Hans-Jürgen Bloch: Nicht nur tausendjährige Eichen (Serviererin) – Regie: Joachim Staritz (Hörspiel – Rundfunk der DDR)
- 1976: Roald Dahl: Der Mantel (Miss Pulteney) – Regie: Joachim Staritz (Kriminalhörspiel – Rundfunk der DDR)
- 1981: Richard von Volkmann: Pechvogel und Glückskind – Regie: Christa Kowalski (Kinderhörspiel – Rundfunk der DDR)